# ZoomText
ZoomText è un software per l'ingrandimento destinato ai sistemi operativi Microsoft Windows, sviluppato fino al 2016 da AiSquared e successivamente da Freedom Scientific. La prima versione è stata realizzata per DOS nel 1988, mentre la prima versione per Windows risale al 1991. ZoomText è fruibile in due modalità: ZoomText Ingranditore e Zoomtext ingranditore–lettore che oltre al software ingrandente comprende uno screen reader integrato. La versione più recente del programma è la 2018.

## Funzionalità
ZoomText è un software compatibile con i sistemi operativi Microsoft Windows, creato per gli utenti affetti da disabilità visiva. Il programma consente di visualizzare in modalità ingrandita e (se utilizzato in modalità ingranditore-lettore) di ascoltare grazie alla sintesi vocale tutto ciò che appare sullo schermo del computer, rendendo così più accessibili le applicazioni, la consultazione dei documenti, la posta elettronica e la navigazione in internet; può essere d’aiuto a persone affette da ipovisione o cecità parziale (come avviene spesso nel caso di malattie oftalmologiche degenerative quali ad esempio il glaucoma o la retinite pigmentosa) ma è consigliato anche nel caso della cosiddetta sindrome degli occhi stanchi o sindrome da sforzo ripetitivo. Utilizzando il programma è possibile ingrandire lo schermo fino a 60 volte e scegliere se l’ingrandimento debba riguardare tutto lo schermo oppure solo una porzione. La leggibilità è resa migliore grazie alla possibilità di aumentare il contrasto tra i colori e personalizzarne la visualizzazione: inoltre è garantito il mantenimento della definizione del font dei caratteri, che non diventano sgranati neppure ai massimi livelli di ingrandimento.
Tra le impostazioni vi è anche la possibilità di modificare l’aspetto del puntatore, del cursore e del focus in base alle proprie esigenze di lettura, mentre lo strumento localizzatore consente di trovare facilmente parole, frasi o intestazioni durante la consultazione dei documenti o mentre si naviga in internet. Per quanto riguarda invece il lettore di ZoomText è possibile scegliere tra una vasta gamma di voci e stabilirne la velocità, il tono e ciò che si desidera venga letto. L’ambiente di lettura in cui opera la sintesi vocale può anche essere migliorato visivamente, in particolare per coloro che desiderano poter seguire al meglio con gli occhi la lettura, ma allo stesso tempo necessitano dell’aiuto della sintesi: questo grazie a un altro strumento introdotto nelle versioni più recenti del programma e chiamato lettore applicazione (o App Reader)  che gestisce la lettura del testo migliorandone la visualizzazione, in particolare evidenziando in successione le parole lette dalla sintesi.
Con Windows Vista e nei sistemi operativi successivi è stato introdotto anche il supporto di ZoomText per la finestra di log on.

## Storia
ZoomText è stato sviluppato da AiSquared (Vermont, USA) fino al 2016 quando l’azienda è stata acquisita dal Gruppo VFO, di cui fanno parte Optelec (Regno Unito) e Freedom Scientific (Florida, USA) sviluppatore dello screen reader JAWS. Le varie versioni di Zoom Text hanno seguito la successione dei numeri fino alla 11, mentre l’ultima versione attualmente disponibile porta il numero dell’anno di uscita (2018).
Inoltre, conseguente all’acquisizione da parte di VFO e alla fusione di AiSquared con Freedom Scientific è stata l’uscita di Fusion, un programma che unisce le funzionalità di ZoomText e di JAWS per una massima usabilità da parte degli utenti con disabilità visiva.